# Mount Hook
Mount Hook är ett berg i Antarktis. Det ligger i Västantarktis. Argentina och Storbritannien gör anspråk på området. Toppen på Mount Hook är 1 224 meter över havet.
Terrängen runt Mount Hook är kuperad västerut, men österut är den platt. Terrängen runt Mount Hook sluttar brant österut. Trakten är obefolkad. Det finns inga samhällen i närheten.